# Eisenbahnunfall von San Bernardino
| Spurweite: | 1435 mm (Normalspur) |                                |                                |
| |                      |                                |                                |
| \| \| \| von Flagstaff \| \| \| \| Mojave \| \| \| \| nach Sacramento und Oakland \| \| \| \| Fleta \| \| \| \| Oban \| \| \| \| Palmdale \| \| \| \| nach Los Angeles Union Station \| \| \| \| Cajon-Pass \| \| \| \| San Bernardino \| \| \| \| West Colton \| \| \| \| Colton \| \| \| \| zum Hafen Los Angeles \| |                      |                                |                                |
| Strecke |                      | von Flagstaff                  | von Flagstaff                  |
| Dienststation / Betriebs- oder Güterbahnhof |                      | Mojave                         | Mojave                         |
| Abzweig geradeaus und nach rechts |                      | nach Sacramento und Oakland    | nach Sacramento und Oakland    |
| Dienststation / Betriebs- oder Güterbahnhof |                      | Fleta                          | Fleta                          |
| Dienststation / Betriebs- oder Güterbahnhof |                      | Oban                           | Oban                           |
| Dienststation / Betriebs- oder Güterbahnhof |                      | Palmdale                       | Palmdale                       |
| Abzweig geradeaus und nach rechts |                      | nach Los Angeles Union Station | nach Los Angeles Union Station |
| Strecke |                      | Cajon-Pass                     | Cajon-Pass                     |
| |                      | San Bernardino                 |                                |
| Dienststation / Betriebs- oder Güterbahnhof |                      | West Colton                    | West Colton                    |
| Dienststation / Betriebs- oder Güterbahnhof |                      | Colton                         | Colton                         |
| Strecke |                      | zum Hafen Los Angeles          | zum Hafen Los Angeles          |

Bei dem Eisenbahnunfall von San Bernardino entgleiste am 12. Mai 1989 in San Bernardino, Kalifornien, USA, ein Güterzug der Southern Pacific Transportation (SP) mit weit überhöhter Geschwindigkeit und zerstörte dabei auch sieben Wohnhäuser. Vier Menschen starben. Die Aufräumarbeiten lösten eine weitere Katastrophe aus, als dabei die Calnev-Pipeline beschädigt wurde, was zu einer Explosion führte, bei der zwei weitere Menschen starben.

## Ausgangslage
6.900 Tonnen Trona, ein Natriumhydrogencarbonat und Mineral, das in der Chemieindustrie verwendet wird, sollten nach Kolumbien geliefert werden. Der Transport sollte per Bahn aus dem Inneren von Kalifornien zum Hafen Los Angeles und dann weiter per Schiff erfolgen. Es war erst der zweite Transport dieser Art auf der SP. Die Bergbaugesellschaft Lake Minerals orderte dafür bei der SP 69 selbstentleerende Schüttgutwagen („Hopper cars“) mit einer Kapazität von je 100 t, mit denen gewöhnlich Steinkohle oder anderes Schüttgut transportiert wird.
Als die Bergbaugesellschaft die Wagen an die SP übergab, enthielt der Frachtbrief keine Gewichtsangabe. Seitens der Bergbaugesellschaft war das ein Versehen. Der Angestellte, der den Frachtbrief auf Seiten der SP bearbeitete, bemerkte das Versäumnis. Er sah sich die Wagen an und sie erschienen ihm leichter als Zementwagen, von denen er wusste, dass sie 75 t fassten. So schätzte er das Gewicht der Ladung auf 60 t je Wagen und ein Gesamtgewicht des Zuges von 6.151 t (2.011 t Eigengewicht der Güterwagen und 4.140 t für die Ladung). Tatsächlich aber wog der Zug 8911 t.

### Infrastruktur
Die von dem Zug zurückzulegende Strecke von Mojave nach Los Angeles führt zunächst einen Gebirgskamm hinauf, dann über den Cajon-Pass (Höhe 1151 m) und anschließend in einem 22 ‰-Gefälle in die Küstenebene hinab. Die Strecke verläuft in dem Gefälle weitgehend gerade, ist eingleisig und nicht elektrifiziert. Erst im Bereich der Unfallstelle gibt es eine Rechtskurve, die hier in etwa 7 m Höhe in Dammlage liegt. Dort verläuft – parallel zur Bahnstrecke – unterirdisch die Calnev-Pipeline, eine 14-Zoll-Hochdruck-Pipeline (ca. 36 cm) des gleichnamigen Betreibers Calnev Pipeline.

### Zug
Die Traktionsleistung des Zuges erbrachten Diesellokomotiven der Baureihe SD45T-2. Diese Baureihe ist mit einer elektromotorischen Bremse ausgestattet. Außerdem hatten alle Fahrzeuge des Zuges – die sechs Lokomotiven und die 69 Güterwagen – eine durchgehende Druckluftbremse, die über Bremsklötze mechanisch auf die Räder wirkte.

## Unfallhergang

### Bis zur Gefällestrecke
Am 11. Mai um 21:00 Uhr nahm eine dreiköpfige Besatzung, bestehend aus dem Lokomotivführer, einem Beimann (englisch Conductor) und einem Bremser, im SP-Bahnbetriebswerk Bakersfield ihren Dienst auf. Sie wurden auf der Straße nach Mojave gefahren, um dort eine dreiteilige Gruppe von Diesellokomotiven zu übernehmen, bestehend aus den Lokomotiven SP 7551, SP 7549 und SP 9340. In Mojave erhielt die Besatzung die für die Fahrt erforderlichen Papiere, in denen das Zuggewicht mit 6.151 t angegeben war. Beim Überprüfen der Lokomotiven vor der Fahrt stellte sich heraus, dass die führende Einheit SP 7551 defekt war und nicht gestartet werden konnte und deren elektromotorische Bremse damit auch nicht funktionierte. Die Besatzung erhielt daraufhin Anweisung, die Einheit SP 8278, die auf einem Nachbargleis stand, zu nehmen. Da der Lokomotivführer keine andere Anweisung hatte behielt er die SP 7551 im Verband.
Die Besatzung verließ Mojave am 12. Mai um 0:15 Uhr und fuhr mit den Lokomotiven etwa fünf Kilometer nach Fleta, wo die 69 Güterwagen bereitstanden. Lokführer und Beimann fuhren auf der führenden Lokomotive, der Bremser in der dritten, was auch während der gesamten Fahrt so beibehalten wurde, denn im zweiten Fahrzeug funktionierte auch die Heizung nicht. Sie führte dann zunächst nach Palmdale, wo eine zusätzliche Lokomotive am hinteren Ende des Zuges angehängt werden sollte, um das sichere Bremsen im Gefälle nach der Überquerung des Cajon-Passes zu gewährleisten.
Nach einem Schichtwechsel im Büro des Fahrdienstleiters berechnete der neue Fahrdienstleiter die Tonnage des Zuges auf der Grundlage der Annahme voll beladener Wagen auf etwa 8.900 Tonnen. Weiter berechnete er die erforderliche Bremsleistung korrekt. In dem Gefälle von 22 ‰ am Westabhang des Cajon sind die elektromotorischen Bremsen einer voll funktionsfähigen Lokomotive in der Lage, 1.700 bis 1.800 t Gewicht bei der optimalen Geschwindigkeit von 40 km/h zu halten. Der Fahrdienstleiter stellte fest, dass bei dem Gewicht des Zuges die elektromotorische Bremsleistung von 5,23 Lokomotiven (also: sechs) erforderlich war, um dieses Optimum zu erreichen. Die ursprünglich geplante, eine zusätzliche Hilfslokomotive ab Palmdale war also nicht ausreichend, so dass der Fahrdienstleiter statt der einzelnen Einheit in Palmdale eine zweite aus dem dafür vorgehaltenen Pool am Fuß der Westrampe im Bahnbetriebswerk West Colton anforderte.
Deshalb machte sich am 12. Mai um 1:30 Uhr eine Mannschaft, bestehend aus einem Lokführer und einem Bremser, auf den Weg, um eine zweiteilige Einheit aus den Lokomotiven SP 7443 und SP 8317 zu übernehmen. Ihr Auftrag lautete, zunächst einem nordwärts fahrenden Zug die Steigung hinauf und bis Oban als Schiebelokomotiven zu helfen und dann den 7551 East als Bremslokomotiven von dort bei dessen Fahrt über den Pass und bis West Colton zu unterstützen.

### Zug 7551 im Gefälle

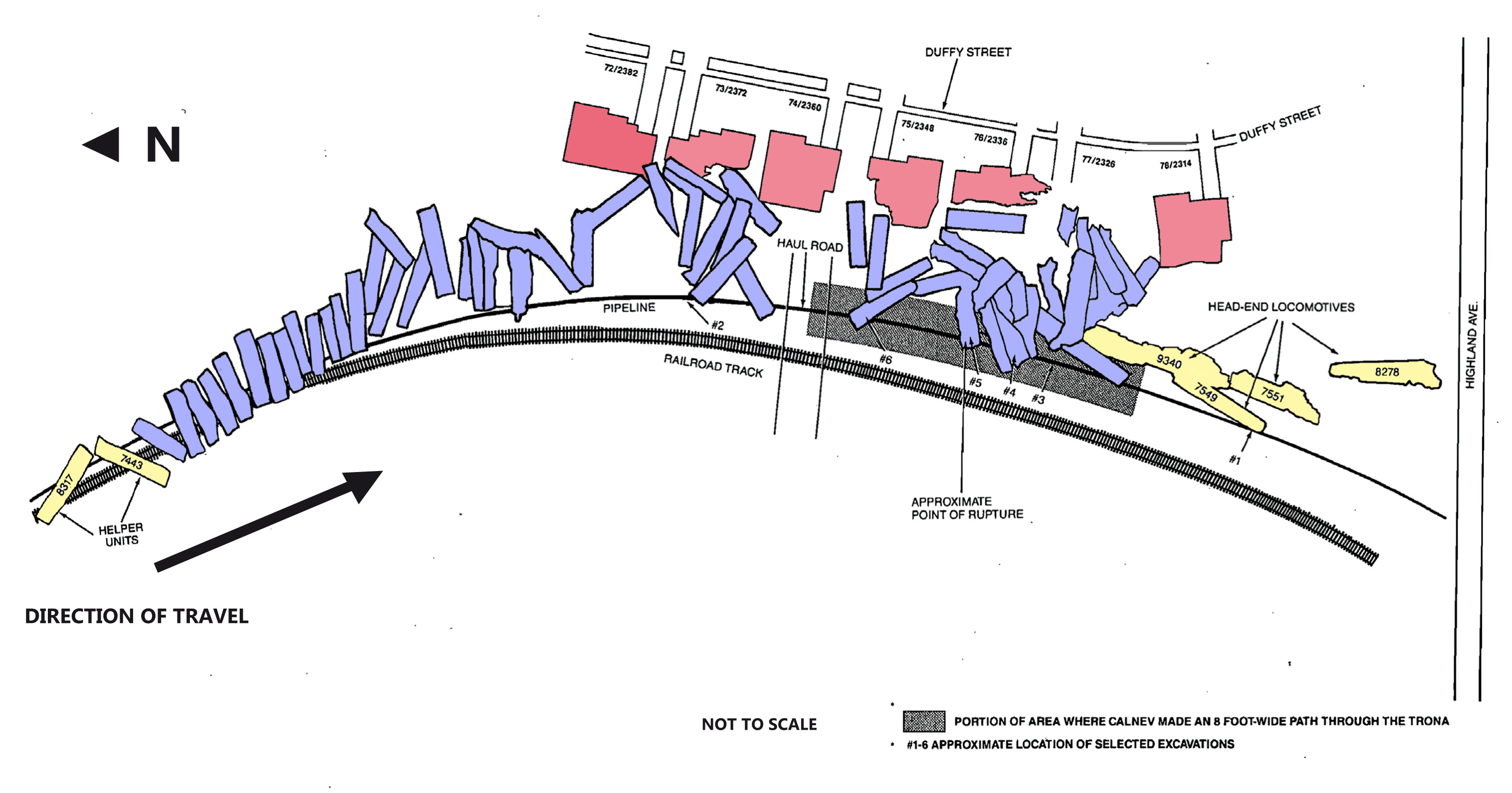
Skizze der Unfallstelle

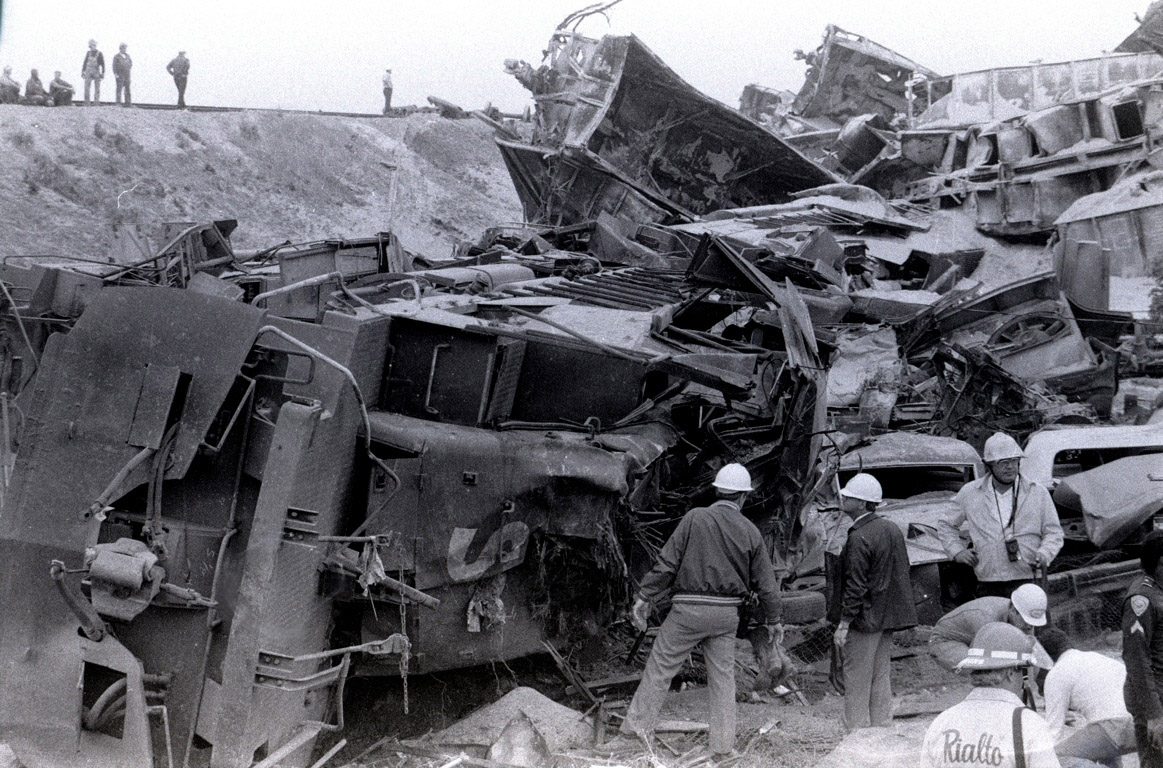
Unfallstelle, im Hintergrund der Bahndamm

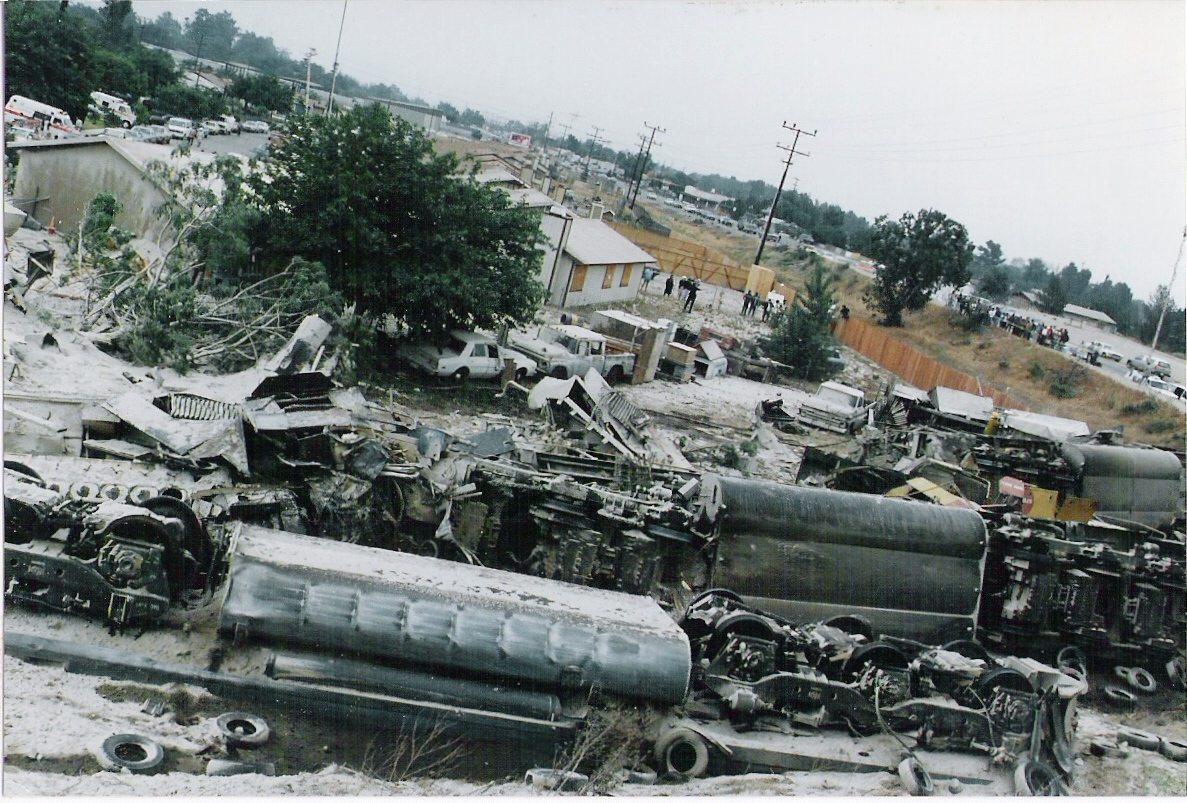
Lokomotiven

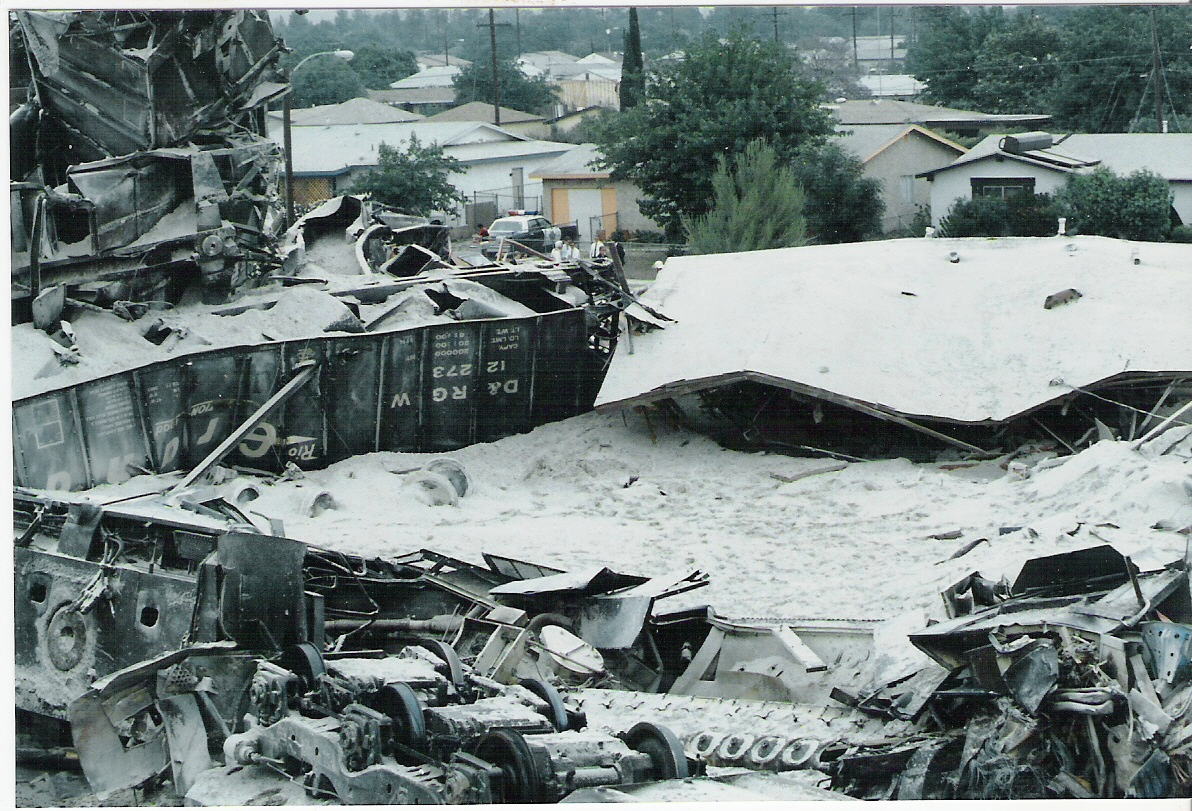
Zerstörtes Haus in der Duffy Street

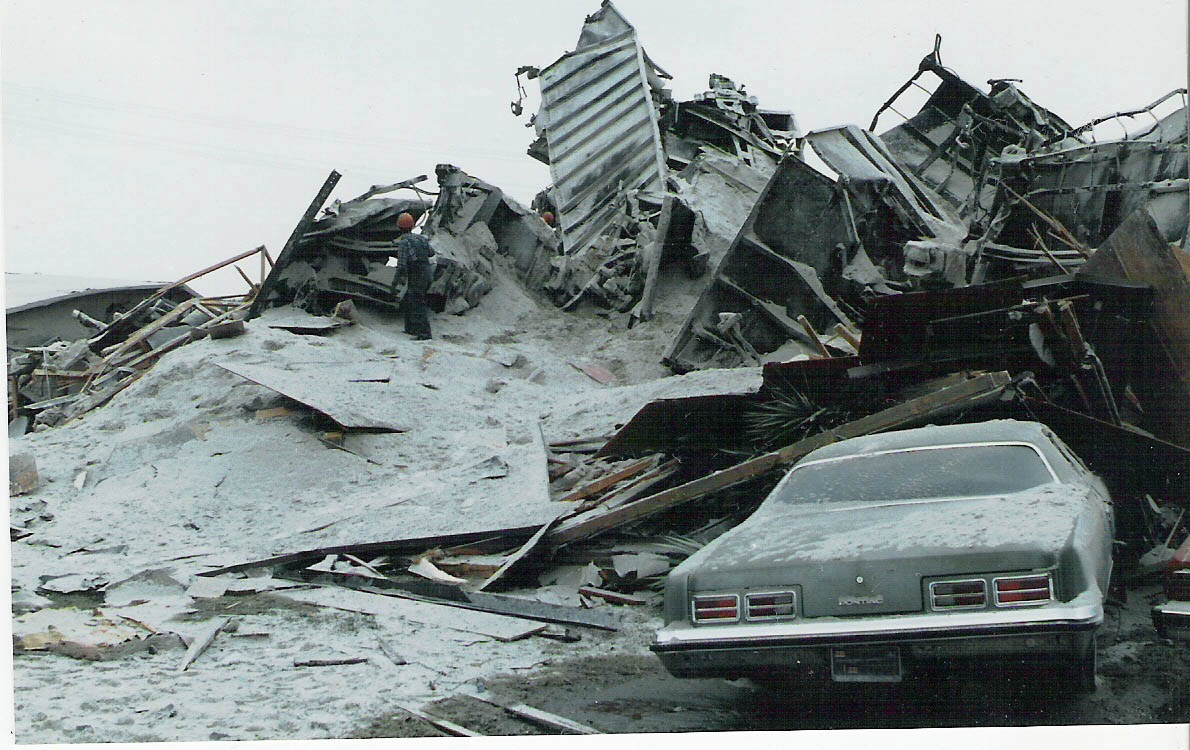
Zerstörtes Haus in der Duffy Street

Bei der Einfahrt in das Gefälle bestand der Zug aus den Lokomotiven SP 8278, SP 7551, SP 7549 und SP 9340 als Kopfgruppe, gefolgt von den 69 Güterwagen und den abschließenden Bremslokomotiven SP 8317 und SP 7443. Wie sich nachträglich herausstellte, waren – außer an der ersten und letzten Lokomotive – die elektromotorischen Bremsen der anderen Lokomotiven entweder vollständig defekt oder arbeiteten nur sporadisch. Keiner der Verantwortlichen verfügte diesbezüglich aber über die komplette Information. Dem Lokführer auf der führenden Lokomotive war nur bekannt, dass die zweite Lokomotive am Kopfende (SP 7551) defekt war. Er ging aber davon aus, dass fünf Lokomotiven über mehr als ausreichende elektromotorische Bremsleistung verfügten, um die Richtgeschwindigkeit eines Zuges mit 6.151 Tonnen (wie im Ladungsverzeichnis angegeben) zu halten, da 6.151 Tonnen nur die elektromotorische Bremskraft von vier Lokomotiven erforderten. Dass von den hinten angehängten Bremslokomotiven eine defekt war, hatte deren Lokomotivführer ihm nicht mitgeteilt. Der hintere Lokomotivführer ging umgekehrt davon aus, dass alle vier Lokomotiven an der Spitze des Zuges ordnungsgemäß arbeiteten. Außerdem war ihm das Gesamtgewicht des Zuges nicht bekannt.
Diese Kombination aus falscher Gewichtsberechnung, mangelhafter Kommunikation zwischen den Lokmannschaften und fehlerhaften Bremsen der Mehrzahl der Lokomotiven des Zuges führte dazu, dass das Gesamtgewicht des Zuges zu groß war, um ihn mit diesen Lokomotiven kontrolliert über die Gefällestrecke zu fahren.
Sobald der Zug in das Gefälle hinter dem Cajon Passes eingefahren war, merkte der Lokführer an der Spitze des Zuges, dass er Schwierigkeiten hatte, dessen Geschwindigkeit zu kontrollieren. Er bat den Lokführer der hinteren Lokomotiven, die größtmögliche Bremsleistung zu bringen. Der bestätigte die volle Bremsleistung in der Annahme, der Lokführer an der Spitze wisse, dass er nur mit einer Lokomotive bremsen konnte. Als letzter Versuch, den Zug zu stoppen, löste der hintere Lokführer eine Notbremsung aus, die jedoch auch dazu führte, dass alle elektromotorischen Bremsen des Zuges – vorschriftsgemäß und automatisch – außer Betrieb gesetzt wurden. Danach führte das enorme Gewicht der schwer beladenen Wagen zu einer rasanten Beschleunigung, weil allein noch die mechanische Bremse – unzureichend – arbeitete. Bremsklötze und Räder wurden mit zunehmender Geschwindigkeit heißer und die Bremskraft nahm ab. Die Bremsklötze schmolzen schließlich. So nahm der Zug weiter Fahrt auf. Bei der Unfalluntersuchung wurde festgestellt, dass die Räder so heiß geworden waren, dass sie sich bereits von den Achsen gelöst hatten, als sie die Schienen verließen. Der Zug war mit einer Geschwindigkeit von knapp 180 km/h unterwegs, als er um 7:36 Uhr in den Bogen einfuhr, in dem eine zulässige Höchstgeschwindigkeit von 64 km/h (40 mph) vorgeschrieben ist, und entgleiste. Die Fahrzeuge wurden auf der Außenseite der Kurve aus dem Gleis getragen, wobei die Lokomotiven am Kopfende des Zuges und mehrere Wagen in Wohnhäuser auf der darunter liegenden Duffy Street geschleudert wurden und sieben davon vollständig zerstörten. Alle 69 Wagen entgleisten und auch die beiden Lokomotiven am Zugende. 60 m Gleise wurden weggerissen.

## Folgen

### Unmittelbare Folgen
Der Beimann und der Bremser, die in den Lokomotiven an der Spitze des Zuges saßen, und zwei Kinder in einem der zerstörten Häuser starben. Sieben Häuser in der Duffy Street, die unmittelbar neben den Gleisen gestanden hatten, wurden zerstört, ebenso die führenden vier Lokomotiven und alle Güterwagen. Der Lokführer auf der führenden Lok überstand den Unfall auf seinem Sitz im Führerstand. Er brach sich mehrere Rippen, von denen auch welche in die Lunge eindrangen, konnte sich aber aus der zerstörten Lokomotive selbst befreien und wurde von Augenzeugen geborgen. Die beiden Männer auf der hinteren Lokomotiv-Einheit erlitten leichte Verletzungen.
Alle vier Lokomotiven an der Spitze des Zuges waren irreparabel beschädigt, wurden als Ersatzteilspender nachgenutzt oder verschrottet, ebenso alle beteiligten Güterwagen. Die beiden Lokomotiven am Zugende waren noch betriebsfähig.
Der Sachschaden des Unfalls wurde mit $ 12,4 Mio. beziffert.
Der Unfall wurde vom National Transportation Safety Board (NTSB) untersucht. Den Lokführern wurde im Untersuchungsbericht keinerlei Schuld zugewiesen, da sie im Rahmen ihrer jeweiligen Kenntnis der Sachlage richtig gehandelt hatten.

### Aufräumarbeiten
Am 13. Mai 1989 begannen die Aufräumarbeiten. Innerhalb von zwei Tagen wurden die Wracks der Wagen abgeräumt, am 15. Mai die Lokomotiven geborgen, die beschädigten Häuser abgerissen und 200 m Gleis erneuert. Vom 16. bis zum 19. Mai wurde das aus den Güterwagen ausgelaufene Trona unter dem Einsatz von Baggern entfernt. Bei den Arbeiten war die Trasse der Pipeline mit Pfählen markiert, damit die Räummannschaften deren Verlauf beachteten. Mitarbeiter des Pipeline-Betreibers blieben als Sicherheitsbeobachter während des Wegräumens der Eisenbahnfahrzeuge vor Ort, nicht jedoch während der Abfuhr des verstreuten Trona. Während der Aufräumarbeiten untersuchte der Betreiber kurze Abschnitte der Pipeline – in der Regel an Stellen, an denen Wrackteile auf dem Rohr gelandet waren. Die Rohrleitung wurde aber nicht über die gesamte Länge der Unfallstelle freigelegt und kein hydrostatischer Test durchgeführt, beides Maßnahmen, bei denen der Schaden hätte festgestellt werden können.
Am 16. Mai nahm die SP den Betrieb auf der Strecke wieder auf.

### Mittelbare Folgen: Explosion der Pipeline
Bei Inspektion der Pipeline im Bereich der Unfallstelle unmittelbar nach der Entgleisung wurden keine Schäden festgestellt, so dass der Betreiber es für sicher hielt, die Pipeline wieder mit vollem Druck zu betreiben. Sie lag nach den Aufräumarbeiten nur noch 2,5 m unter der Erdoberfläche, viel weniger tief als zum Zeitpunkt der Entgleisung. Offensichtlich war bei den Bergungsarbeiten auch Erdreich mit abgetragen worden.
Ein Bagger hatte bei den Bergungsarbeiten unbemerkt Schäden an der Pipeline verursacht. Die Ermittler des NTSB fanden Risse, die nachweislich von einem bei den Aufräumarbeiten eingesetzten Bagger stammten. Dies führten dazu, dass die Druckfestigkeit der Pipeline-Röhre geschwächt wurde und diese am 25. Mai 1989 um 8.05 Uhr platzte. Benzin trat unter hohem Druck aus und besprühte die Umgebung. Es entzündete sich, explodierte und entwickelte eine Feuersäule von etwa dreihundert Metern Höhe.
Unmittelbar nach dem Bruch stellten die Mitarbeiter der Pipelinesteuerung einen plötzlichen Abfall des Drucks in dem Abschnitt fest, interpretierten das aber als Zeichen, dass der Tank, aus dem sie die Leitung füllten, leer sei und versuchten mehrfach, das System wieder in Betrieb zu setzen. Sie schlossen deshalb auch die Absperr- und Rückschlagventile nicht, so dass das Öl auch vom Cajon Pass zurück in die Leitung strömte, was die Intensität und Dauer des folgenden Brandes verstärkte. Es dauerte fast sieben Stunden, bis das Feuer gelöscht war.
Zwei Menschen verbrannten, 19 weitere wurden verletzt, drei davon schwer, elf weitere Häuser wurden zerstört. Von den zerstörten Häusern befanden sich fünf direkt gegenüber den Häusern, die bei der Entgleisung zerstört worden waren. Auch das einzige Haus auf der Gleisseite der Duffy Street, das bei der Entgleisung verschont geblieben war, wurde nun noch zerstört.
Der Sachschaden des Unfalls wurde mit $ 1,86 Mio. beziffert.

### Mittelbare Folgen: Konsequenzen
Southern Pacific und ihre Mitarbeiter errichteten im Andenken an die bei dem Unfall ums Leben gekommenen ein großes weißes Kreuz auf dem Hügel in der Mitte des Tehachapi Loop und eine Marmorbank an den Gleisen dieser Kehrschleife, die so aufgestellt wurde, dass von ihr aus das Kreuz zu sehen ist. Dort steht auch eine Gedenktafel.
Die Grundstücke auf der Westseite der Duffy Street, die der Bahnstrecke am nächsten lagen, wurden von der Stadt als Freiraum ausgewiesen, damit sie nicht wieder bebaut werden konnten.
Southern Pacific änderte seine Vorschriften dahingehend, dass, wenn in eingereichten Begleitpapieren das Gewicht einer Ladung nicht angegeben ist, jeder Güterwagen bei der Gewichtsberechnung für einen Zug mit seiner maximal zulässigen Ladung anzusetzen ist.
Infolge dieses und anderer Unfälle mit Lokomotiven, die mit elektromotorischer Bremse ausgerüstet waren, hat die Federal Railroad Administration ihre Vorschrift aufgehoben, dass die elektromotorische Bremse deaktiviert werden muss, wenn Züge eine Notbremsung durchführen. Die Vorschrift lautete nun, dass diese Bremsen alle funktionsfähig bleiben müssen.

## Wissenswert
Sieben Jahre nach dem Unfall wurde die Southern Pacific von der Union Pacific Railroad (UP) aufgekauft, die die Strecke heute betreibt.